# Xenohormona
Las xenohormonas son sustancias que actúan como una hormona (agonistas) o como una antihormona (antagonistas).

## Efectos de las xenohormonas
Sus efectos son similares a los de la hormona que imitan, aunque -tanto si actúan como agonistas como antagonistas- la respuesta que desencadenan puede ser de distinto valor. Los agonistas, por ejemplo, suelen tener un efecto menor que la hormona natural que emulan, pero hay superagonistas con un efecto mayor que ésta.
En ocasiones pueden surgir problemas de salud pública debidos a sustancias que son o contienen sin saberse xenohormonas, por lo que deben realizarse pruebas, de modo similar a las pruebas que se realizan para comprobar si un producto presenta propiedades canderígenas. 
Actualmente se conocen más de 50 xenohormonas. Algunos de los casos documentados detallan agonistas de los estrógenos que han feminizado poblaciones de cocodrilos, o causado malformaciones en mujeres.

## Xenohormonas y moduladores
El concepto de xenohormona (agonista o  antagonista) no es lo mismo que el de modulador (inhibidor o estimulador). Las xenohormonas pueden actuar como estimuladores e inhibidores de otras hormonas, pero no todos los estimuladores e inhibidores son xenohormonas, solo lo son si su mecanismo lo realizan siguiendo una mecánica hormonal. Si, por ejemplo, simplemente actúan sobre un receptor hormonal al que inhiben o estimulan por interacciones químicas, no estarían actuando como xenohormonas, solo como moduladores químicos.